# 梨叶木蓼
梨叶木蓼（学名：Atraphaxis pyrifolia）为蓼科木蓼属下的一个种。

## 扩展阅读
- 維基物種上的相關：梨叶木蓼